# Popis državnih krilatica
Ovo je popis službenih državnih krilatica za države i pokrajine diljem svijeta. 
- Albanija: Feja e Shqiptarit është Shqiptaria (albanski, "vjerovanje Albanaca je Albanizam")
- Andora: Virtus unita fortior (latinski, "u jedinstvu je snaga")
- Antigva i Barbuda: Each endeavouring, all achieving (engleski, "ako se svatko trudi, svi će uspjeti")
- Argentina: En unión y libertad (španjolski, "u jedinstvu i slobodi")
- Armenija: Մեկ Ազգ, Մեկ Մշագույթ (armenski, "jedna država, jedna kultura")
- Bahami: Forward upward onward together (engleski, "zajedno naprijed, više i dalje")
- Barbados: Pride and Industry (engleski, "ponos i rad")
- Belgija: L'union fait la force i Eendracht maakt macht  (francuski i nizozemski, "u jedinstvu je snaga")
- Belize: Sub umbra floreo (latinski, "cvatem u sjeni")
- Brazil: Ordem e progresso (portugalski, "red i napredak")
- Brunej: Brunei darussalam (malajski, "Brunej, domovina mira")
- Bugarska: Съединението прави силата (bugarski, "u jedinstvu je snaga")
- Crna Gora: Čojstvo i junaštvo
- Češka: Pravda vítězí! (češki, "istina pobjeđuje")
- Čile: Por la razón o la fuerza (španjolski, "razumom ili silom")
  - Post Tenebras Lux (latinski, "svjetlo iz tame") (stara)
  - Aut concilio, aut ense (latinski, "razumom ili mačem") (stara)
- Dominikanska Republika: Bog, domovina, sloboda
- Esvatini: Siyinquaba (svati, "mi smo tvrđava")
- Europska unija: In varietate concordia (latinski, "Ujedinjeni u raznolikosti")
- Fidži: Rerevaka na Kalou ka Doka na Tui ("boj se Boga i poštuj kraljicu")
- Filipini: Maka-Diyos, Maka-Tao, Makakalikasan at Makabansa (filipinski, "za ljubav Boga, naroda, prirode i države")
- Francuska: Liberté, égalité, fraternité; (francuski, "sloboda, jednakost, bratstvo")
- Grčka: Ελευθερία ή Θάνατος (grčki, "sloboda ili smrt")
- Gruzija: ძალა ერთობაშია (gruzijski, "u jedinstvu je snaga")
- Gvajana: jedan narod, jedna nacija, jedna sudbina
- Haiti: L'union fait la force (francuski, "u jedinstvu je snaga")
- Indija: Satyameva jayate (sanskrt, "samo istina pobjeđuje")
- Indonezija: Bhinneka Tunggal Ika (stari javanski, "jedinstvo u razlikama")
- Iran: Esteglāl, āzādī, džomhūrī-je eslāmī (perzijski, "sloboda, nezavisnost, islamska republika")
- Istočni Timor: Honra, pàtria e povo (portugalski, "čast, zemlja i narod")
- Kambodža: "nacija, religija, kralj"
- Kanada: A mari usque ad mare (latinski, "od mora do mora")
  - Alberta: Fortis et liber (latinski, "jak i slobodan")
  - Britanska Kolumbija: Splendor sine occasu (latinski, "sjaj bez opadanja")
  - Manitoba: Gloriosus et liber (latinski, "slavan i slobodan")
  - New Brunswick: Spem reduxit (latinski, "nada se vratila")
  - Newfoundland i Labrador: Quaerite primum regnum dei (latinski, "prije svega tražite kraljevstvo Božje")
  - Nova Scotia: Munit haec et altera vincit (latinski, "jedan brani, drugi osvaja")
  - Nunavut: Nunavut sanginivut (inuitski, "Nunavut je naša snaga" ili "naša zemlja, naša snaga")
  - Ontario: Ut incepit fidelis sic permanet (latinski, "počela je vjerna, ostala je vjerna")
  - Otok Princa Edwarda: Parva sub ingenti (latinski, "mali pod zaštitom velikih")
  - Quebec: Je me souviens (francuski, "sjećam se")
  - Saskatchewan: Multis e gentibus vires (latinski, "snaga mnogih naroda")
- Kenija: Harambee (svahili, "radimo zajedno")
- Kiribati: Maaka te atua, karinea te uea; makatu i te atua, fakamamalu ki te tupu (kiribatski, "boj se Boga, poštuj kralja")
- Kolumbija: Libertad y orden (španjolski, "sloboda i red")
- Laos: "mir, neovisnost, demokracija, jedinstvo i blagostanje"
- Luksemburg: Mir wëlle bleiwe wat mir sin (luksemburški, "želimo ostati ono što jesmo")
- Latvija: Tēvzemei un Brīvībai (latvijski, "otadžbina i sloboda")
- Malezija: Bersekutu bertambah mutu (malajski, "u jedinstvu je snaga")
- Mauricius: Stella clavisque Maris Indici (latinski, "zvijezda i ključ Indijskog oceana")
- Meksiko: El respeto al derecho ajeno es la paz (španjolski, "poštivanje tuđih prava je mir")
- Monako: krilatica monegaškog princa: Deo juvante (latinski, "uz Božju pomoć")
- Namibija: jedinstvo, sloboda, pravda
- Nauru: Božja volja prije svega
- Nepal: "domovina vrijedi više od kraljevstva nebeskog"
- Nizozemska: Je maintiendrai (francuski, "održat ću")
  - Nizozemski Antili: Libertate unanimus (latinski, "ujedinjeni slobodom")
- Norveška: kraljeva krilatica: Alt for Norge (norveški, "sve za Norvešku")
- Njemačka: Einigkeit und Recht und Freiheit (njemački, "jedinstvo, pravda, sloboda")
- Panama: Pro mundi beneficio (latinski, "za dobro svijeta")
- Poljska: Honor i Ojczyzna (poljski, "čast i domovina")
  - Bóg, Honor, Ojczyzna (poljski, "Bog, čast, domovina") (stara)
- Rusko Carstvo: С нами Бог (ruski, "Bog je s nama")
- San Marino: Libertas (latinski, "sloboda")
- Sejšeli: Finis coronat opus (latinski, "konac djelo krasi")
- Senegal: Un peuple, un but, une foi (francuski, "jedan narod, jedan cilj, jedna vjera")
- Sijera Leone: jedinstvo, sloboda, pravda
- Singapur: Majulah Singapura (malajski, "naprijed, Singapur!")
- Sjedinjene Američke Države: In God we trust (engleski, "u Boga se uzdamo") i E Pluribus Unum (latinski, "mnogi čine jednoga").  Vidi i zaseban popis krilatica saveznih država SAD-a
- Srbija: "Samo sloga Srbina spašava"
- Sjeverna Koreja: "sigurno će pobijediti onaj koji vjeruje u narod i oslanja se na narod"
- Solomonski otoci: voditi znači služiti
- Surinam: Justitia, pietas, fides (latinski, "pravda, pobožnost, vjernost")
- Sveta Lucija: zemlja, narod, svjetlo
- Španjolska: Plus ultra (latinski, "još dalje")
  - Andaluzija: Andalucía para sí, para España y la humanidad (španjolski, "Andaluzija za sebe, Španjolsku i čovječanstvo")
- Švedska: kraljeva krilatica: För Sverige i tiden (švedski, "za Švedsku, u korak s vremenom")
- Tajland: "zemlja smiješka"
- Turska: Yurtta Sulh, Cihanda Sulh (turski, "mir u domu, mir u svijetu")
- Tuvalu: Tuvalu mo te Atua (tuvalski, "Tuvalu za Svevišnjega")
- Ukrajina: Volja, zlagoda, dobro (ukrajinski, "sloboda, sloga, dobro")
- Urugvaj: Libertad o muerte (španjolski, "sloboda ili smrt")
- Velika Britanija: kraljevska krilatica: Dieu et mon droit (francuski, "Bog i moje pravo")
  - Škotska: Nemo me impune lacessit (latinski, "nitko me ne ranjava nekažnjeno")
  - Wales: Cymru am byth (velški, "Wales zauvijek")
  - Falklandski otoci: Desire the right (engleski, "želi pravdu")
  - Gibraltar: Nulli expugnabilis hosti (latinski, "nijedan nas neprijatelj nije osvojio")
  - Kajmanski otoci: He hath founded it upon the seas (engleski, "utemeljio ga je na moru")
- Venezuela: Dios y Federación (španjolski, "Bog i Savez")
- Vijetnam: Ðộc lập, tự do, hạnh phúc (vijetnamski, "neovisnost, sloboda i sreća")

## Neslužbene krilatice
- Hrvatska: "Bog i Hrvati" (Ante Starčević)

## Poveznice
- Popis država